# Ocultație

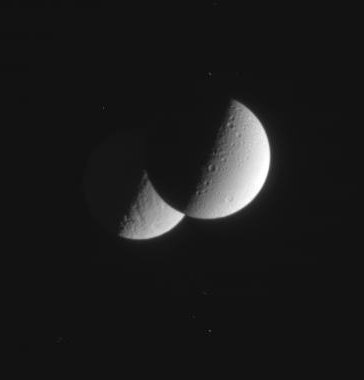

Ocultație este dispariția temporară a unui corp ceresc, datorită interpunerii între el și observator a unui alt corp ceresc.
Producerea unei ocultații depinde esențial de amplasamentul observatorului considerat: este posibil ca pentru un anumit observator de pe Pământ să se producă o ocultație, iar pentru un altul să se producă la alt moment sau deloc.
Dacă obiectul mai apropiat are dimensiune aparentă mai mică decât obiectul mai îndepărtat, astfel încât acoperirea este parțială, fenomenul se numește tranzit.
Adesea, un fenomen de ocultație este numit, în mod impropriu, eclipsă. În special,
ocultația Soarelui de către Lună este numită eclipsă de Soare.